# Onde de tempête
Pour les articles homonymes, voir Tempête (homonymie) et onde (homonymie).

Effet d'une onde de tempête

Une onde de tempête, une inondation de tempête, une onde de marée, une marée de tempête, ou encore marée cyclonique, est le rehaussement important du niveau de la mer sur le littoral causé par les vents d'une importante dépression qui pousse sur la surface de l'océan ou d'un lac.
Il en résulte une hausse locale forte et rapide du niveau de l'eau.
Elle peut être accentuée par la dépression centrale du système — causant un pompage d'Ekman — ainsi que la forme du fond marin. En général, ce phénomène est associé aux cyclones tropicaux, mais va également se produire avec les fortes dépressions des latitudes moyennes, surtout celles en développement rapide (les bombes) hivernal.
Les ondes de tempête sont particulièrement dangereuses quand elles surviennent en conjonction avec la marée haute. On a alors une addition du niveau des eaux, provoquant des submersions marines et des inondations du littoral. La prévision du niveau qu'atteindra la marée de tempête (et de la durée d'inondation) sont donc dépendantes de la synchronisation de l'arrivée des deux phénomènes.

## Mécanisme

Diagramme illustrant la formation d'une onde de tempête par un cyclone tropical

De manière générale, au moins cinq facteurs influencent les ondes de tempête :
1. Le vent : en se déplaçant, l'air agit par friction sur la surface de la mer. Cet effet crée une accumulation d'eau dans les régions sous le vent, similaire à celui qui crée un effet de seiche, qui est inversement proportionnel à la profondeur[1]. Le vent est le principal facteur dans la création des ondes de tempête[2], et plus il s'exerce sur une grande distance, plus l'effet sera important.
2. La pression centrale : la pression étant plus faible au centre de la dépression, la colonne d'air exerce un poids moindre sur la mer à cet endroit qu'à l'extérieur de la dépression. Pour égaliser les pressions dans l'eau, le niveau de la mer sera plus élevé au centre de la dépression comme le mercure montant dans un baromètre. Une règle empirique simple dit que pour estimer le rôle de la basse pression dans la formation d'une onde de tempête : une élévation supérieure de 1 cm à celle prévue normalement en fonction de la marée pour chaque hectopascal en dessous de la pression atmosphérique normale de 1013 hectopascals (hPa)[2]. Par exemple, dans le cas de l'ouragan Juan, la variation due à sa pression centrale de 974 hPa était de 39 cm des 150 cm notés de l'onde de tempête à Halifax (Canada)[2].
3. La rotation de la Terre : les vents tournant autour d'une dépression déplacent la surface de la mer. La force de Coriolis dévie ce mouvement vers l'extérieur d'une dépression, ce qui crée une onde par transport d'Ekman qui s'ajoute à celle créée par la pression.
4. La profondeur du fond marin : l'onde qui arrive de l'océan déplace un certain volume d'eau. Lorsqu'elle entre dans une zone où le fond marin s'élève ou dans une baie, le volume restant le même, la hauteur du niveau de la mer augmente sous forme de marée et de vagues. Plus la pente est raide, moins l'onde de tempête entrera dans les terres mais elle créera des vagues importantes. Inversement, une pente douce du plateau continental permettra à la mer d'entrer plus loin de la côte mais les vagues seront plus faibles[3].
5. L'onde de marée : la coïncidence entre l'arrivée de la marée et celle de l'onde de tempête augmente considérablement la hauteur du niveau de la mer. S'il s'agit d'une marée de vive-eau, l'effet est encore plus grand.

Des structures rigides construites (digues, jetées portuaires) peuvent localement aussi amplifier les effets de certaines tempête en interférant avec l'onde de tempête. L'analyse a posteriori de tempêtes récentes, a permis de mieux comprendre ce phénomène : ces structures peuvent par exemple modifier les courants et/ou le transit sédimentaire et conduire à un abaissement ou à une disparition des plages situées devant elles et ainsi réduire la « capacité naturelle des systèmes côtiers à absorber l’énergie des vagues de tempête » et augmenter les risques de submersion marine côtière.

## Histoire
De nombreux cas anciens d'invasion brutale de la mer sont documentés, dont la plupart ne semblent pas être de vrais tsunamis (on parle parfois de « tsunamis météorologiques » pour les désigner).
Les Pays-Bas et l'Allemagne ont notamment retenu les épisodes (dits « Mandränke », « Mandrenke » ou « Grote Mandränke » en haut allemand) d'inondations dévastatrices survenues en 1362 et 1634, qui ont bouleversé le trait de côte de la mer du Nord et localement (comme au Schleswig-Holstein) du côté de la mer Baltique. L'inondation catastrophique de 1953 est également le résultat d'une onde de tempête.
Le delta du Mississippi perd environ un demi hectare par heure depuis les années 1930, de manière aggravée ces dernières décennies, en raison de la conjonction d'ondes de tempêtes, d'une fragilisation ou destruction des écosystèmes littoraux et de zones humides, et d'une subsidence du sol qui semble en partie ou grande partie due à l'activité pétrogazière.

## Risques

Destruction des constructions établies sur la côte du New Jersey, États-Unis, par l'ouragan Sandy et son tsunami météorologique.

Le long d’un littoral exposé, les ondes de tempête sont souvent suivies de hautes vagues provoquant des submersions marines. Se trouver près du littoral pendant l'inondation causée par une onde de tempête est dangereux car ces vagues apparaissent rapidement, sans laisser beaucoup de temps de préparation. Les résidents, surtout ceux qui vivent dans les terres basses du littoral, doivent prendre des précautions et se préparer à affronter ce phénomène naturel.
Une grande partie des victimes tuées par un cyclone tropical le sont du fait de l'onde de tempête.
Par exemple, le 8 septembre 1900, l'ouragan de Galveston (de catégorie 4) poussait une onde de tempête qui a submergé l'île de Galveston et noyé de 6 000 à 12 000 personnes.
La plus forte marée de tempête connue s'est produite en 1899 avec le cyclone Mahina qui frappa Bathurst Bay (en), Australie avec une marée de 13 mètres. La plus importante aux États-Unis fut de 9 mètres avec l'ouragan Katrina en 2005 à Bay St. Louis, Mississippi.
Le golfe du Bengale est particulièrement propice à ces marées, étant dans une zone active en tempêtes tropicales et ayant une forme d'entonnoir peu profond. Avec 142 ondes d'intensité modérée à violente, notées entre 1582 et 1991, certaines ayant plus de huit mètres de haut, on y déplore des centaines de milliers de victimes durant cette période. Elle porte d'ailleurs le surnom de capitale des ondes de tempête et la plus grande perte de vie causée par ce phénomène y est survenue en 1970 avec le cyclone de Bhola.

## Enjeux
Outre des enjeux évidents de sécurité des biens et des personnes et de sécurité maritime, dans le contexte d'un probable réchauffement climatique associé à une montée des océans, des enjeux de connaissance scientifique et de prospective existent, ainsi que des enjeux économiques à court, moyen et long termes (par exemple en France, la tempête Martin (26 décembre 1999) et Xynthia (26 février 2010) ont été sources de dégâts importants (plusieurs milliards d’euros) et en Louisiane, les ondes de tempêtes tropicales sont de moins en moins freinées par la rugosité du paysage en raison de la submersion en cours d'une partie du delta du Mississippi. Mieux comprendre les effets des ondes de tempête pourrait peut-être aussi aider à améliorer la résilience écologique des milieux touchés.

## Prévision, mesures

Modélisation de la formation et du déplacement de l'onde de tempête par d'un cyclone tropical (Golfe du Mexique)

Les progrès de la recherche et en particulier de la modélisation permettent de mieux prévoir le moment, le lieu et la gravité probable des effets des ondes de tempête, en particulier les risques de submersion marine, de destruction d'aménagements ou de constructions portuaires ou littorales et le risque d'érosion du trait de côte. Ces effets, qui ont souvent plusieurs causes, sont plus marqués sur les côtes sédimentaires là où les effets des houles et/ou des marées sont les plus marqués. La modélisation devrait aussi permettre à l'avenir de mieux proportionner, concevoir, disposer les aménagements de lutte contre l'érosion ou d'atténuation de l'érosion littorale, voire de les supprimer quand ils se montrent inutiles ou sources d'effets pervers.
Les modèles peuvent aussi intégrer mieux l'augmentation du niveau marin, la diminution des apports sédimentaires fluviatiles (ou parfois littoraux) quand elle existe.
Pour les cyclones tropicaux, et uniquement pour ceux-ci, une formule mathématique rapide a été élaborée pour estimer rapidement la hauteur potentielle d'une onde de tempête : {\displaystyle S_{p}=(0,070*\Delta P)*F_{S}*F_{M}}.
Dans cette formule, {\displaystyle S_{p}} est le niveau de l'onde de tempête en mètre. {\displaystyle \Delta P} est la différence de pression avec la pression minimale {\displaystyle P_{0}} telle que {\displaystyle \Delta P=1010-P_{0}}. {\displaystyle F_{S}} est le « shoaling factor », facteur de correction fonction de la bathymétrie des lieux, qui augmente avec des fonds plats et peu profonds. Finalement, {\displaystyle F_{M}} est le facteur de correction du déplacement de l'ouragan, qui augmente avec la vitesse de déplacement de l'ouragan.
Cette formule met en évidence le fait que les ondes de tempête sont les plus hautes quand l'ouragan se déplace rapidement en eau peu profonde. Un modèle plus exact est utilisé par le National Hurricane Center, le SLOSH (Sea, Lake, and Overland Surges from Hurricanes),.
Pour les cyclones extratropicaux, ou dépressions des latitudes moyennes, les mêmes phénomènes sont mis en jeu et de la même manière. Cependant, la structure de ces systèmes météorologiques est radicalement différente, et est en particulier asymétrique. D'autres modèles doivent donc être utilisés.
Une règle empirique permet d'évaluer la surcote du niveau de la mer dans une zone de basse pression par la formation d'une onde de tempête : une élévation supérieure de 1 cm à celle prévue normalement en fonction de la marée pour chaque hectopascal en dessous de la pression atmosphérique normale de 1 013 hPa. Cette évaluation est la combinaison des cinq phénomènes ci-dessus.

## Prévention, précautions
Les services météorologiques émettent des alertes lorsque le potentiel d'onde de tempête est présent. Les dépressions importantes et les cyclones tropicaux sont suivis et le calcul des différents effets est fait pour estimer ou anticiper la hauteur de la marée qui déferlera sur les côtes. Des pays comme les Pays-Bas (particulièrement vulnérables), les États-Unis d'Amérique, le Canada, le Royaume-Uni et la France, qui ont d'importantes zones côtières, ont un tel système. Plus particulièrement pour les États-Unis, le National Hurricane Center mène depuis la fin des années 2000 une réflexion pour intégrer directement dans ses avis publics une alerte aux ondes de tempête. Une étape a été de retirer l'association faite dans l'Échelle de Saffir-Simpson entre les vents et l'onde de tempête, afin d'avoir une échelle plus spécifique aux ondes de tempête.
Des murs côtiers ont été érigés dans certains pays pour contenir les ondes de tempête. Par exemple aux Pays-Bas, où des barrages et digues ont été construits après l'inondation causée par la mer du Nord en 1953. Les ouvrages principaux sont Oosterscheldekering et Maeslantkering. La barrière de la Tamise a un objectif similaire.
En cas d'onde de tempête, l’intérieur d'un édifice plus élevé que la hauteur prévue de l'onde offre une protection des eaux montantes. S'il est de construction solide, les personnes qui se réfugient dans les étages supérieurs sont à l’abri des vents et des eaux pour autant qu'ils se tiennent loin des fenêtres. Conduire dans les eaux d’inondation peut devenir dangereux car le courant emporte tout sur son passage.